# 德尔格
社会主义埃塞俄比亚临时军政府（羅馬化：Gizéyāwi Watādarāwi Mangeśt），通称德尔格（ደርግ，意为“委员会”或“理事会”），是一个于1974年至1987年统治埃塞俄比亚的政权。1974年6月，埃塞俄比亚一些低级军官和警察联合成立武装力量、警察和领土军协调委员会（简称“德尔格”）；同年9月，“德尔格”推翻皇帝海尔·塞拉西一世的统治，取得政权，改名为临时军事行政委员会；后来，又改名为“社会主义埃塞俄比亚临时军政府”，但“德尔格”的称呼仍被广泛使用。在1975年，临时军政府发布文件，宣布永久性地废除君主制并将社会主义作为国家的意识形态。 在1975年至1987年期间，临时军政府将对以千计的异见者不加以审判就直接执行处决或者判处监禁。然而，门格斯图·海尔·马里亚姆和他的支持者独揽新政府的大权，遭到国内众多共产主义政党的反对，引发埃塞俄比亚内战。1987年，临时军政府主席门格斯图宣布废除临时军政府，并成立埃塞俄比亚人民民主共和国。